# Дантей Джонс
Да́нтей Джонс (англ. Dahntay Jones; нар. 27 грудня 1980) — американський професійний баскетболіст. Виступає за клуб НБА «Індіана Пейсерз» під 1 номером, грає на позиції атакуючого захисника або легкого форварда.

## Кар'єра у НБА
Дантей був обраний на драфті 2003 під 20 загальним номером клубом «Бостон Селтікс». Після драфту Джонса обміняли у клуб «Мемфіс Ґріззліс». За цей клуб Джонс виступав до завершення сезону 2006-07. Після завершення сезону 2006-07 — став вільним агентом.
26 вересня 2007 Дантей підписав контракт із «Селікс». Він не провів за цей клуб жодної гри регулярної першості — 25 жовтня Джонса було звільнено.
10 грудня 2007 Джонс підписав контракт із «Сакраменто Кінґс». За 2 місяці він взяв участь у 25 іграх регулярної першості НБА. 16 лютого контракт із Джонсом розірвали.
У сезоні 2008-09 Джонс виступав за «Денвер Наггетс». Спортсмен взяв участь у 79 іграх регулярної першості, 71 раз він виходив у стартовій п'ятірці.
14 липня 2009 Дантей уклав контракт із «Пейсерз».

### Статистика кар'єри в НБА

#### Регулярний сезон
| Сезон    | Команда               | GP  | GS  | MPG  | FG%  | 3P%  | FT%  | RPG | APG | SPG | BPG | PPG  |
| -------- | --------------------- | --- | --- | ---- | ---- | ---- | ---- | --- | --- | --- | --- | ---- |
| 2003–04  | Мемфіс Ґріззліс       | 20  | 0   | 7.8  | .283 | .250 | .455 | 1.1 | .6  | .3  | .3  | 1.8  |
| 2004–05  | Мемфіс Ґріззліс       | 52  | 7   | 12.5 | .437 | .383 | .688 | 1.3 | .4  | .3  | .2  | 4.5  |
| 2005–06  | Мемфіс Ґріззліс       | 71  | 4   | 13.6 | .414 | .143 | .645 | 1.5 | .5  | .5  | .2  | 4.0  |
| 2006–07  | Мемфіс Ґріззліс       | 78  | 25  | 21.4 | .477 | .417 | .793 | 2.0 | .9  | .5  | .3  | 7.5  |
| 2007–08  | Сакраменто Кінґс      | 25  | 0   | 8.2  | .434 | .167 | .667 | 1.4 | .5  | .3  | .2  | 3.2  |
| 2008–09  | Денвер Наггетс        | 79  | 71  | 18.1 | .458 | .647 | .728 | 2.1 | 1.0 | .6  | .2  | 5.4  |
| 2009–10  | Індіана Пейсерз       | 76  | 26  | 24.9 | .461 | .125 | .770 | 3.0 | 2.0 | .5  | .5  | 10.2 |
| 2010–11  | Індіана Пейсерз       | 45  | 2   | 13.1 | .467 | .359 | .767 | 1.4 | .7  | .4  | .2  | 6.3  |
| 2011–12  | Індіана Пейсерз       | 65  | 3   | 16.2 | .409 | .429 | .838 | 1.8 | 1.0 | .4  | .2  | 5.3  |
| 2012–13  | Даллас Маверікс       | 50  | 15  | 12.7 | .357 | .216 | .805 | 1.4 | .6  | .2  | .1  | 3.5  |
| 2012–13  | Атланта Гокс          | 28  | 4   | 13.6 | .390 | .250 | .677 | 1.1 | .7  | .4  | .0  | 3.1  |
| 2014–15  | Лос-Анджелес Кліпперс | 33  | 0   | 3.7  | .286 | .000 | .818 | .3  | .1  | .1  | .0  | .6   |
| 2015–16† | Клівленд Кавальєрс    | 1   | 0   | 42.0 | .429 | .500 | .000 | 5.0 | 2.0 | 1.0 | 2.0 | 13.0 |
| Кар'єра  | Кар'єра               | 623 | 157 | 15.7 | .439 | .331 | .751 | 1.7 | .8  | .4  | .2  | 5.4  |

#### Плей-оф
| Сезон   | Команда               | GP | GS | MPG  | FG%   | 3P%  | FT%   | RPG | APG | SPG | BPG | PPG |
| ------- | --------------------- | -- | -- | ---- | ----- | ---- | ----- | --- | --- | --- | --- | --- |
| 2005    | Мемфіс Ґріззліс       | 3  | 0  | 24.0 | .381  | .600 | .750  | 3.0 | .3  | .3  | .0  | 7.3 |
| 2006    | Мемфіс Ґріззліс       | 4  | 0  | 11.5 | .714  | .000 | .000  | 1.8 | .0  | .3  | .0  | 4.3 |
| 2009    | Денвер Наггетс        | 16 | 16 | 17.5 | .481  | .250 | .767  | 2.4 | .6  | .8  | .3  | 7.0 |
| 2011    | Індіана Пейсерз       | 3  | 0  | 16.7 | .450  | .000 | .889  | .7  | .7  | .3  | .0  | 8.7 |
| 2012    | Індіана Пейсерз       | 7  | 0  | 8.3  | .222  | .222 | 1.000 | 1.0 | .4  | .1  | .0  | 2.4 |
| 2013    | Атланта Гокс          | 5  | 0  | 3.8  | .250  | .000 | 1.000 | .2  | .0  | .0  | .0  | .8  |
| 2015    | Лос-Анджелес Кліпперс | 11 | 0  | 1.6  | 1.000 | .000 | .000  | .1  | .0  | .2  | .0  | .4  |
| 2016†   | Клівленд Кавальєрс    | 15 | 0  | 3.3  | .462  | .333 | .800  | .5  | .1  | .1  | .1  | 1.1 |
| Кар'єра | Кар'єра               | 64 | 16 | 9.3  | .445  | .281 | .800  | 1.1 | .3  | .3  | .1  | 3.4 |